# Honda Takuya
Takuya Honda (本田 拓也 (Bản Điền Thác Dã) Honda Takuya, sinh ngày 17 tháng 4 năm 1985 ở Sagamihara, Kanagawa, Nhật Bản) là một cầu thủ bóng đá người Nhật Bản thi đấu cho đội bóng J2 Montedio Yamagata. Sau khi tốt nghiệp Đại học Hosei anh gia nhập S-Pulse năm 2008. Anh là thành viên của đội tuyển Nhật Bản tham dự vòng chung kết Thế vận hội Mùa hè 2008.

## Thống kê sự nghiệp
Cập nhật đến ngày 23 tháng 2 năm 2017.
| Thành tích câu lạc bộ | Thành tích câu lạc bộ | Thành tích câu lạc bộ | Giải vô địch | Giải vô địch | Cúp                   | Cúp                   | Cúp Liên đoàn | Cúp Liên đoàn | Châu lục | Châu lục  | Tổng cộng | Tổng cộng |
| Mùa giải              | Câu lạc bộ            | Giải vô địch          | Số trận      | Bàn thắng    | Số trận               | Bàn thắng             | Số trận       | Bàn thắng     | Số trận  | Bàn thắng | Số trận   | Bàn thắng |
| Nhật Bản              | Nhật Bản              | Nhật Bản              | Giải vô địch | Giải vô địch | Cúp Hoàng đế Nhật Bản | Cúp Hoàng đế Nhật Bản | Cúp Liên đoàn | Cúp Liên đoàn | AFC      | AFC       | Tổng cộng | Tổng cộng |
| --------------------- | --------------------- | --------------------- | ------------ | ------------ | --------------------- | --------------------- | ------------- | ------------- | -------- | --------- | --------- | --------- |
| 2008                  | Shimizu S-Pulse       | J1 League             | 16           | 1            | 1                     | 0                     | 6             | 0             | -        | -         | 23        | 1         |
| 2009                  | Shimizu S-Pulse       | J1 League             | 18           | 0            | 5                     | 0                     | 6             | 0             | -        | -         | 29        | 0         |
| 2010                  | Shimizu S-Pulse       | J1 League             | 31           | 1            | 4                     | 0                     | 7             | 0             | -        | -         | 42        | 1         |
| 2011                  | Kashima Antlers       | J1 League             | 3            | 0            | 0                     | 0                     | 0             | 0             | 1        | 0         | 4         | 0         |
| 2012                  | Kashima Antlers       | J1 League             | 8            | 0            | 3                     | 0                     | 4             | 0             | –        | –         | 15        | 0         |
| 2013                  | Kashima Antlers       | J1 League             | 7            | 0            | –                     | –                     | 3             | 0             | –        | –         | 10        | 0         |
| 2013                  | Shimizu S-Pulse       | J1 League             | 15           | 0            | 3                     | 0                     | –             | –             | –        | –         | 18        | 0         |
| 2014                  | Shimizu S-Pulse       | J1 League             | 24           | 1            | 4                     | 0                     | 1             | 0             | –        | –         | 29        | 1         |
| 2015                  | Shimizu S-Pulse       | J1 League             | 23           | 1            | 0                     | 0                     | 2             | 0             | –        | –         | 25        | 1         |
| 2016                  | Shimizu S-Pulse       | J2 League             | 19           | 0            | 2                     | 0                     | –             | –             | –        | –         | 21        | 0         |
| Tổng cộng sự nghiệp   | Tổng cộng sự nghiệp   | Tổng cộng sự nghiệp   | 164          | 4            | 22                    | 0                     | 29            | 0             | 1        | 0         | 216       | 4         |